# Museu de la Vila de Vila-rodona
El Museu de la Vila de Vila-rodona es troba al municipi de Vila-rodona (l'Alt Camp).

## L'edifici
El Museu de Vila-rodona és en un edifici construït a principis del segle XX com a seu social del Sindicat Agrari de Vila-rodona. És una construcció de dues plantes, rehabilitada, en què es destaquen un gran portal central i un llarg balcó de ferro, al primer pis, que uneix les tres obertures que hi accedeixen. En els darrers vint anys, la seu del Sindicat havia deixat la seua vessant cultural i recreativa i era emprada com a magatzem. L'edifici conserva a la planta baixa l'antiga sala de ball i d'actes de l'entitat, avui destinada a les exposicions temporals i també a sala d'actes. Al primer pis, les antigues dependències del Sindicat s'han remodelat per tal d'instal·lar-hi les sales d'exposició permanent i els serveis complementaris del Museu.

## Història
El Museu fou creat l'any 1974 per iniciativa d'un grup de ciutadans interessats a recuperar els testimoniatges arqueològics, històrics, etnològics i culturals de la vila. La col·lecció primitiva, reunida gràcies a donacions particulars, aplegà principalment objectes d'ús domèstic i lligats a la vida del camp i algunes restes arqueològiques trobades fortuïtament en el municipi.
El primer museu es va instal·lar en unes dependències d'un convent de Monges Carmelites, que després de la darrera Guerra Civil Espanyola fou ocupat per un orde de monges felipes. La manca d'espai i d'unes instal·lacions adequades a les noves necessitats han determinat la reinstal·lació del museu a les antigues dependències del Sindicat Agrari de Vila-rodona. Actualment, el Museu està estructurat en tres seccions: la de Ciències Naturals, la d'Història i la d'Etnologia.

## La visita
La visita s'inicia a l'àmbit de Geologia, on s'expliquen els diferents períodes geològics. La mostra, acompanyada del mapa geològic de la comarca de l'Alt Camp i de Vila-rodona, és formada principalment per fòssils de diferents èpoques i procedències aplegats pel senyor Millán Martínez, mestre del poble. Al segon àmbit, dedicat a la Història Natural, hi ha les reproduccions dels quatre ambients naturals que conformen el paisatge de la comarca fent referència especial a la flora i la fauna autòctones: la zona de conreu, el bosc, el riu i l'espai urbà.
La visita continua a la secció dedicada a la Història del municipi i de la comarca. De l'època prehistòrica s'exhibeixen els estris, les eines i els materials trobats al jaciment neolític de la Cova Gran, l'abric de Pedrafita i altres jaciments de l'entorn, contextualitzant-los amb una reproducció de la Cova Gran. Del món iber hi ha exposats diferents tipus de ceràmica, una pedra de molí i diferents estris que testimonien l'ocupació del territori pels cossetans. Del període romà s'hi ha referència principalment a les vil·les i als assentaments que hi ha a la zona, a l'aqüeducte que conduïa l'aigua del riu Gaià del Pont d'Armentera fins a Tarragona i al Columbari de Vila-rodona, monument funerari únic a Catalunya en forma de temple clàssic, erigit en el segle ii. De l'edat mitjana s'hi tracta de la consolidació econòmica del poble, de l'estructura social en època feudal i de l'activitat agrícola i ramadera, i particularment del pou de la neu, del rec de l'aigua, del molí fariner i de l'hospital. D'època moderna s'hi relacionen els temes del creixement demogràfic del segle xviii. Del segle xix es fa referència a les conseqüències de l'arribada de la fil·loxera, de les fàbriques d'aiguardent i del cooperativisme agrícola, entre d'altres. Del període contemporani s'hi mostren alguns dels elements més significatius que testimonien l'activitat econòmica de la població: les societats culturals i recreatives i les cooperatives vinícoles, entre les quals es destaca el celler d'estil modernista construït per Cèsar Martinell.
La darrera secció del museu acull la col·lecció d'Etnologia, on s'exposa una nombrosa mostra d'estris i eines relacionats amb la vida agrícola i camperola, a més d'un seguit d'utensilis d'ús domèstic, instal·lats en un espai que reprodueix la cuina d'una casa tradicional amb tot el seu parament.

## Dades d'interès
- Adreça: Carrer de les Hortes, 4 - 43814 Vila-rodona
- Telèfon: 977 63 80 06 i 977 63 90 32
- Fax: 977 63 80 06
- Adreça web: http://www.vila-rodona.altanet.org/niv1.php?id=10 Arxivat 2015-12-08 a Wayback Machine.
- Temàtica: Història - Arqueologia - Etnologia - Ciència Naturals
- Serveis: Visites guiades - Arxiu - Biblioteca
- Situació: Nucli urbà.
- Titularitat: Pública
- Gestió: Ajuntament de Vila-rodona
- Drets d'entrada: Entrada de pagament. Tarifa reduïda: grups - més petits de 14 anys - pensionistes
- Horaris: Dissabte, diumente i festius de 10 a 13:30 h. Visites a hores convingudes
- Barreres arquitectòniques: Sí
- Activitats: Exposicions temporals - Itineraris locals
- Museu inscrit al Registre de Museus de Catalunya (R 17-10-1995 / DOGC 3-11-1995)
- Coordenades GPS: X: 1.3585940693971, Y: 41.3110559914909[2][1]